# I stanie się koniec
I stanie się koniec (ang. End of Days) – amerykański horror z 1999 roku w reżyserii Petera Hyamsa. Wyprodukowany przez Universal Pictures.
Światowa premiera filmu miała miejsce 16 listopada 1999 roku, natomiast w Polsce odbyła się 10 grudnia 1999 roku.

## Fabuła
Nowy Jork, 1999 rok. Na przybycie szatana czekają członkowie sekty od 20 lat sprawującej nadzór nad Christine (Robin Tunney). Kobieta nie ma pojęcia, że została wybrana, by dać życie potomkowi diabła. Te plany próbuje udaremnić były policjant Jericho Cane (Arnold Schwarzenegger).

## Obsada
- Arnold Schwarzenegger jako Jericho Cane
- Robin Tunney jako Christine York
- Gabriel Byrne jako Szatan
- Kevin Pollak jako Bobby Chicago
- CCH Pounder jako detektyw Marge Francis
- Derrick O’Connor jako Thomas Aquinas
- Miriam Margolyes jako Mabel
- Udo Kier jako doktor Abel
- Victor Varnado jako Albino
- Rod Steiger jako ojciec Kovak

i inni.